# Antoine Idji Kolawolé
Antoine Idji Kolawolé (né en 1946) est un homme politique béninois. Il est ministre des Affaires étrangères du Bénin de 1998 à 2003 et président de l'Assemblée nationale de 2003 à 2007. 

## Carrière politique
Kolawolé est né en 1946 à Ilikimou, près de Kétou, au Bénin. Sous la présidence de Mathieu Kérékou, Kolawolé a été ministre des Affaires étrangères de mai 1998 à mai 2003, date à laquelle il a démissionné. Aux élections législatives de mars 2003, son parti, le Mouvement africain pour le développement et le progrès (MADEP), a participé à la mouvance présidentielle, qui soutenait Kérékou, et Kolawolé a été élu président de l'Assemblée nationale le 25 avril 2003. 
Kolawolé a servi en tant que premier vice-président de MADEP, et en septembre 2005, il a été désigné comme candidat présidentiel du parti pour l'élection présidentielle de mars 2006. Aux élections, il a occupé la cinquième place avec 3,25% des suffrages au premier tour. 
Il a été réélu à l'Assemblée nationale lors des élections législatives de mars 2007 sur la liste de l'Alliance pour une démocratie dynamique. Mathurin Nago a été élu par l'Assemblée nationale pour succéder à Kolawolé à sa présidence le 3 mai 2007. 
Lors des élections législatives d'avril 2015, il a été réélu à l'Assemblée nationale en tant que candidat de la coalition l'Union fait la Nation dans la 21e circonscription électorale.